# Hoàng đế Porus (phim truyền hình Ấn Độ)
Hoàng đế Porus là một bộ phim truyền hình chính kịch lịch sử dựa trên Battle of the Hydaspes, nói về hành trình của chiến binh Porus vua của Vương quốc Paurava và Alexander Đại đế vua của Macedonia. Nó được phát sóng từ ngày 27 tháng 11 năm 2017 đến ngày 13 tháng 11 năm 2018 trên Sony Entertainment Television. Tập cuối cùng của bộ phim được phát sóng vào ngày 13 tháng 11 năm 2018.
Một bộ phim lịch sử khác Vị vua huyền thoại đã tiếp cốt truyện bộ phim.

## Tổng quát
| Phần | Phần | Số tập | Phát sóng lần đầu (Ấn Độ) | Phát sóng lần đầu (Ấn Độ) |
| Phần | Phần | Số tập | Ngày đầu                  | Ngày cuối                 |
| ---- | ---- | ------ | ------------------------- | ------------------------- |
|      | 1    | 249    | 27 tháng 11 năm 2017      | 13 tháng 11 năm 2018      |

## Phát sóng
| Quốc gia  | Ngôn ngữ       | Tựa đề             | Kênh truyền hình              | Tham khảo               |
| --------- | -------------- | ------------------ | ----------------------------- | ----------------------- |
| Hoa Kỳ    | Tiếng Anh      | Porus              | IMDb                          | [ 6 ] [ 7 ] [ 8 ] [ 9 ] |
| Ấn Độ     | Tiếng Hindi    | Porus              | Sony Entertainment Television |                         |
| Việt Nam  | Tiếng Việt     | Hoàng đế Porus     | Today TV                      | Phim dài 139 tập        |
| Thái Lan  | Tiếng Thái     | Porus VS Alexander | Kênh Workpoint                | [ 10 ] [ 11 ] [ 12 ]    |
| Indonesia | Tiếng Bahasa   | Porus              | ANTV (Indonesia)              | [ 13 ]                  |
| Malaysia  | Tiếng Malaysia | Porũs              | ?                             |                         |
| Myanmar   | Thuyết minh    | Porus              | ?                             |                         |
| Brunei    | Tiếng Brunei   | Porus              | ?                             |                         |
| Nhật Bản  | Tiếng Nhật     | Porus              | ?                             |                         |
| Lào       | Tiếng Lào      | Porus              | ?                             |                         |

## Tiếp nhận
Bộ phim được ca ngợi là 'lôi cuốn và hấp dẫn' bởi India Today.

## Nội dung
Sau cốt truyện của Porus và Alexander, một người thì muốn thống trị Châu Á và một người thì Ấn Độ thống nhất về một cõi. Với 2 tư tưởng đó họ đã có những cuộc chiến khốc liệt, kết quả cho những cuộc chiến đó là cả Alexander và Porus đều chết. Để lại những tư tưởng của mình cho các thế hệ sau.

## Cốt truyện

### Cốt truyện của Porus
Hoàng đế Porus xoay quanh vua Porus, một vị vua của Ấn Độ cổ. Porus là con trai giữa Hoàng hậu Anusuya và vua Bamni, Porus được sinh ra trong bối cảnh hai vương quốc là Pauravas và Takshashila đang xảy ra những cuộc chiến. Bấy giờ Hoàng hậu Anusuya vẫn còn Công chúa của Vương quốc Takshashila, bà được gả cho vua Bamni của Vương quốc Pauravas như một hôn ước chính trị giữa hai Quốc gia.
Bấy giờ có một thương nhân đến từ Ba Tư là Darius, ông là một người mưu mô và xảo trá. Darius luôn muốn tìm cách lấy lòng vua Bamni, nhầm chia rẽ nền hòa bình giữa hai Vương quốc Pauravas và Takshashila. Nhưng đều thất bại do vua Bamni không có trách niệm trong việc thâu tóm Takshashila, ngược lại với vua Bamni là Đại tư tế Amatya Shiv Dutt, Shiv Dutt là anh trai của vua Bamni. Amatya Shiv Dut luôn ôm hận Vương quốc Takshashila vì ông luôn cho rằng người Takshashila là những con người hạ đẳng.
Lợi dụng được việc Amatya Shiv Dutt không thích chính sách cai trị của vua Bamni trong vấn đề với Vương quốc Takshashila. Darius đã bày ra kế hoạch nhầm thao túng, khiến cho Amatya Shiv Dutt phải ra tay ám hại Hoàng hậu Anusuya và Hoàng tử Porus (Lúc giờ Hoàng tử Porus vẫn còn trong bụng mẹ). Với tình cảnh đó Đại tể tướng của Vương quốc Pauravas, ông Senapati Ripudaman đã đứng về phía Hoàng hậu Anusuya và hộ tống bà đến một dòng sông Jhelum. Tại dòng sông đó Hoàng tử Porus ra đời, Hoàng hậu đã để lại Hoàng tử cho Senapati Ripudaman nuôi dưỡng. Sau đó bà đã cản đường Shiv Dutt khi ông có ý định đuổi theo Hoàng tử Porus. Hoàng hậu Anusuya bị chèn ép xuống sông, sau một loạt sự kiện thì Hoàng hậu Anusuya vẫn còn sống, tuy nhiên bà đã mất hết ký ức.
Lúc giờ lại dụng được việc vua Bamni sao nhãng trong vấn đề liên quan đến Hoàng hậu Anusuya, Darius đã xuất khẩu một lượng lớn hàng hóa của Ba Tư vào Vương quốc Pauravas. Darius làm vậy là gì muốn thao túng nền kinh tế của Pauravas.
Nhận thấy tình cảnh không có tương lai tươi sáng Shiv Dutt, đã tiến cử Tiểu thư Kadika vào ngôi vị Hoàng hậu. Mục đích ông làm vậy là muốn Hoàng hậu Kadika sinh ra một người con trai để kế thừa vua Bamni sau này, và như thế ông sẽ có được sự tín nhiệm cao hơn dưới thời nhà vua kế nhiệm. Qua thời gian Hoàng hậu Kadika đã hạ sinh Hoàng tử Kanishk, nắm chắc ngôi báo trong tay.
20 năm sau. Sau một loạt sự kiện dẫn đến cái chết của Đại tể tướng Ripudaman, trước khi qua đời Ripudaman đã tiết lộ tất cả sự thật cho Porus. Kể từ đó Porus lên đường tìm kiếm lại con người thật của mình, trong lúc tìm lại thân phận của mình ông đã lại gặp Hoàng hậu Anusuya. Trong loạt sự kiện sau đó, Hoàng hậu Anusuya lấy lại ký ức và Hoàng tử Porus đã được vua Bamni đón tiếp trở về hoàng cung. Nhận thấy tình hình bất lợi, Shiv Dutt đã lên kế hoạch cho việc giết chết Hoàng hậu Anusuya và Hoàng tử Porus nhưng thất bại.
Lúc giờ Hoàng tử Kanishk và Hoàng hậu Kadika dường như mất đi vị thế của mình khi, Porus trở về hoàng cung. Lấy hận thù làm nền móng Hoàng tử Kanishk đã lên kế hoạch cho việc lật đổ vua Bamni nhưng đã hoàn toàn thất bại, và bị cầm tù.
Hoàng hậu Anusuya đã nhận ra lập luận của vua Bamni về Ba Tư và thương nhân Darius đã thay đổi hoàn toàn, vua Bamni đã cho phép người Ba Tư can thiệp vào toàn bộ vấn đề nội bộ của Vương quốc Pauravas. Nhưng điều này đã bị Porus ngăn cản, kế hoạch của Darius trong 20 năm qua coi như đã bị phá vỡ. Porus nhận được sự tín nhiệm của vua Bamni, về sau Porus kế thừa vua Bamni.
Sau khi lên ngôi, Porus đã được truyền giáo lòng yêu nước bởi Bà-la-môn Chanakya. Ông đã truyền dạy cho Porus hiểu được giá trị của toàn cõi Ấn Độ, tuy nhiên sau khi biết võ ngựa của Alexandros Đại đế đang tiến tới vùng đất Ấn Độ ông đã ngay lập tức cảnh nguy cho Porus. Porus ý thức được mọi sự việc, chính vì thế ông đã chủ động liên minh với Takshasila. Tuy nhiên,  Vua của Takshashila không mong muốn đến lòng yêu nước mà chỉ muốn thâu tóm Pauravas, vì vậy ông đã liên minh với Alexandros thay vì Porus. Hoàng tử Kanishk đã bị thao túng và có ý định chỉ dẫn cho quân thù địch tiến vào Pauravas, đổi lại ông sẽ lấy lại được ngôi báu. Tuy nhiên, ông đã không làm như vậy và bị Alexandros ám hại.
Điều này chính là tiềm đề cuối cùng cho giới hạn của Porus, ông đã chuẩn bị cho chiến tranh bảo vệ bờ cõi quê nhà. Sau nhiều trận chiến ác liệt, tường thành của Pauravas đã sụp đổ. Porus đã kết hôn với một cựu nữ tặc tên là Lachi và hạ sinh Hoàng tử Malay. Tuy nhiên, Hoàng tử đã bị bắt bởi Thái tử con trai của Vua Takshashila. Sau đó, Porus cũng đã bị ám hị tại chính nơi ông ra đời, dòng sông Jhelum.
Tất cả khép lại, khi Bà-la-môn Chanakya tiến vào Magadha, nơi Vua Dhananand trị vì. Tuy nhiên, vua Dhananand đã không nghe. Bờ cõi Ấn Độ bị đe dọa, và ông quyết định thay đổi Vương triều của Dhananand.

### Cốt truyện của Alexander
Ở Macedonia, lúc giờ Hoàng hậu Olympia của vua Philip. Hoàng hậu Olympia không hề yêu vua Philip vì hôn ước giữa bà và vua Philip là một hôn ước chính trị. Hoàng hậu Olympia luôn chế giễu vua Philip vè cách ông đi xâm lược các Quốc gia khác bằng các thủ đoạn đê hèn, điều này khiến vua Philip vô cùng tức giận và đã cưỡng hiếp bà. Hoàng hậu Olympia hề rằng sẽ rửa đủ mối hận thù này, không lâu sau đó bà hạ sinh ra một người con trai là Hoàng tử Alexander. Khiến vua Philip rất vui mừng, nhưng Hoàng hậu Olympia đã tuyên bố Hoàng tử Alexander không phải là con của vua Philip mà con của thần Zeus. Khiến vua Philip vô cùng tức giận vì hành động điên rồ này của bà, không lâu sau đó vua Philip đã cưới thêm một người vợ khác là Cleopatra. Hoàng hậu Cleopatra đã hạ sinh ra Hoàng tử Arrhideaus, sau này Hoàng tử Arrhideaus cũng được vua Philip chỉ định là người kế thừa ngai vàng. Điều này khiến cho Hoàng hậu Olympia không thể ngồi yên, bà đã ra tay với Arrhideaus, khiến cho Arrhideaus trở nên điên loạn. Điều này khiến cho Arrhideaus không thể trở thành vị vua kế thừa, nhưng không lâu sau đó Hoàng hậu Cleopatra lại có thai thêm một lần nữa. Cơ hội cho Hoàng tử Alexander lên kế thừa đã trở về con số không. Nhưng Hoàng hậu Cleopatra Eurydice lại hạ sinh ra một người con gái là Công chúa Philinna, tuy vậy nhưng vua Philip vẫn chỉ định Công chúa Philinna lên kế thừa.
Vô tình khiến cho Hoàng tử Alexander đau lòng, ông bắt đầu trở nên tàn nhẫn. Và đã ra tay ám hại vua Philip, Alexander cũng chỉ định Pausanias giết chết Hoàng hậu Cleopatra và hai đứa con của bà Hoàng tử Arrhideaus và Công chúa Philinna. Đương nhiên Hoàng tử Alexander đã thuận lợi lên làm vua của Macedonia, ông bắt thi hành chính sách xây dựng quân đội nhầm tiến đến các Quốc gia màu mỡ.
Ông lần lượt xâm chiếm những Vương quốc và Đế chế to lớn khác nhau như: Babylon, Ba Tư,... Khi ông tiến tới Ba Tư ông cũng đã giết luôn Darius.
Ông tuyên bố bản thân của mình là một vị thần và vua của Châu Á. Ông bắt đầu tiến tới Ấn Độ, khiếm cho vua Porus lúc này của chuẩn bị cho chiến tranh. Tuy nhiên, ông chỉ thành công phá vỡ lá chắn của Ấn Độ là Porus. Người kế thừa ý chí thôn tính Ấn Độ là Selucus I Nicator.

## Diễn viên
- Laksh Lalwani - Purushottam
- Aditya Redji - Vua Bamni
- Rati Pandey - Anusuya
- Aman Dhaliwal - Amatya Shivdutt
- Savi Thakur - Kumar Kanishka
- Hrishikesh Pandey - Senapati Ripudaman
- Ashlesha Sawant - Pritha
- Mohit Abrol -  Hasti
- Pranav Sahay - Samar Singh
- Rohit Purohit - Alexander Đại đế
- Sunny Ghanshani - Philip II, Makhdun
- Samiksha Singh - Olympias
- Aakash Singh Rajput - Hephaestion
- Amaad Mintu -  Arrhidaus
- Safa r- feelina
- Apara Dikshat -  Rukhsana
- Praneet Bhat- Darius
- Riya Deepsi Statiera 3
- Chandan Dilawar - Mousius
- Vishal Patni - Farus
- Riyanka chanda -  Satattera I
- Shalini Sharma -  Dripetis
- Chirag Jani-Raja - Arunayak
- Shraddha Musale - Mahanandini
- Suhani Dhanki - Kumari Lachi
- Rishi Verma - Kumar Sumer
- Gurpreet Singh - Raja Ambhiraj
- Vasundhara Kol - maharani Alka
- Zohaib Siddiqui - Abhi kumar
- Nalini Negi - Vishuddhi Vishkanya
- Saurabhraj Jain - Dhananand
- Nimay Bali - Amatya Rakshasa
- Javal Pathak - Malay
- Chetan Pandit - Chanakya
- Vikas Verma - Selucus I Nicator
- Pooja Sharma - Sông Jhelum

## Giải thưởng
| Năm  | Trao giải bởi                 | Hạng mục                               | Đề cử cho                           | Kết quả   |
| ---- | ----------------------------- | -------------------------------------- | ----------------------------------- | --------- |
| 2018 | Lions Gold Awards             | Favorite Actress of the Year (Critics) | Rati Pandey                         | Đoạt giải |
| 2018 | Lions Gold Awards             | Favorite Actor of the Year             | Laksh Lalwani                       | Đoạt giải |
| 2018 | Asian Academy Creative Awards | Best Telenova/Soap                     | One Life Studios                    | Đoạt giải |
| 2018 | Asian Academy Creative Awards | Best VFX                               | One Life Studios                    | Đề cử     |
| 2018 | Asian Academy Creative Awards | Best Theme Song                        | Porus                               | Đề cử     |
| 2018 | Indian Telly Technical Awards | Best VFX                               | One Life Studios                    | Đoạt giải |
| 2018 | Indian Telly Technical Awards | Best Costumes                          | Ketki Dalal                         | Đoạt giải |
| 2018 | Indian Telly Technical Awards | Best Director                          | Siddharth Kumar Tewary              | Đoạt giải |
| 2018 | Indian Telly Technical Awards | Best Screenplay Writer                 | Siddharth Kumar Tewary, Medha Jadav | Đoạt giải |
| 2018 | Indian Telly Technical Awards | Best Sound(Fiction)                    | Raghu Hegde                         | Đoạt giải |
| 2019 | Asian Television Awards       | Best Actor in a Leading Role           | Laksh Lalwani                       | Đề cử     |
| 2019 | Asian Television Awards       | Best Actor in a Supporting Role        | Rohit Purohit                       | Đề cử     |
| 2019 | Asian Television Awards       | Best Director                          | Siddharth Kumar Tewary              | Đoạt giải |